# Gvorn
Gvorn ist eine 2015 gegründete Death- und Funeral-Doom-Band.

## Geschichte
Gvorn wurde 2015 von dem Bassisten Roman Nadein und dem Sänger Valery Potekhin in Jekaterinburg gegründet. Die ersten Proben der Gruppe fanden mit einer Reihe von Musikern statt, die Besetzung hatte jedoch keinen dauerhaften Bestand. Mit dem seit 2017 als Gitarrist für Gvorn aktiven Ivan Vorozhko besteht das Kern-Trio der Band aus Nadein, Potekhin und Vorozhko. Im Jahr 2020 präsentierte Gvorn über Bandcamp die erste Single Sounds from the Crypt als Musikdownload im Selbstverlag. Zwei Jahre später debütierte die Gruppe mit dem Album Keeper of Grief über Satanath Records und Kuyen Producciones. An den Aufnahmen beteiligten sich der Gitarrist Sergey Semenov und der Schlagzeuger Anatoly Kompanets.

## Stil
Die Musik von Gvorn ist durch Interpreten wie My Dying Bride, Evoken, Ahab und Inborn Suffering beeinflusst. Der Stil der Gruppe wird dem Death Doom zugeordnet, jedoch auch als Funeral Doom besprochen. Die Gruppe verfüge dabei über das „Talent, elegante, tief empfundene Melodien von erhabener Trauer zu kreieren“. Der Gesang erscheine vermehrt als gigantisches und verheerendes Growling, während die Rhythmussektion langsam stampfend zermalmend und das Gitarrenspiel ein Stöhnen und Heulen der Akkorde sei.

## Diskografie
- 2020: Sounds from the Crypt (Download-Single, Selbstverlag)
- 2022: Keeper of Grief (Album, Satanath Records/Kuyen Producciones)